# Quitt László
Quitt László (Budapest, 1962. június 30. – 2022. június 10.) magyar színész, képzőművész, karikaturista, a Pintér Béla és Társulata tagja volt.

## Képzőművészeti pálya
A Magyar Képzőművészeti Főiskolán diplomázott festő szakon 1989-ben. Mestere Gerzson Pál volt. Illusztrált könyveket, többek között Németh Attila Pszichiátria – másképp című 2006-os kötetét, valamint a film- és reklámiparban dolgozott rajzolóként. Részt vett a Pintér Béla és Társulata A soha vissza nem térő című darabja kellékeinek elkészítésében.
2022. június 14-én helyezték örök nyugalomra a Kozma utcai izraelita temetőben.

## Színészpálya
Színészi pályafutása a Nemzetközi Tánc- és Mozgásközpont látogatásával kezdődött. A Szkénében ismerkedett meg Pintér Bélával és társulata tagjaival. Pintér Béla a Gyévuskában adott először szerepet neki, bemutatkozó előadása a Nemzeti Színházban volt.

## Szerepei

### Film
- Doktor Balaton[8]
- Átjáróház (2022) - Halott Géza
- Akik maradtak (2019)[9]
- Ketten Párizs ellen (2015)[8]
- Saul fia (2015)[8]
- Munkaügyek (2014)[8]
- Las aventuras del capitán Alatriste (2013)[8]
- Válaszcsapás (2011)[8]
- A csíkos pizsamás fiú (2008)[10][8]

### Reklám
- Herosz Állatotthon – Adj időt a boldogságra (2014)[11]

### Színház
- A 42. hét (2012)
- Kaisers TV, Ungarn (2011)
- Tündöklő Középszer (2010)
- Szutyok (2010)
- Kézimunka (Stecken, Stab und Stangl) (2010)
- A láthatatlan légió (2009)
- Párhuzamos Óra (2009)
- A soha vissza nem térő (2008)
- A démon gyermekei (2008)
- Csontbrigád (2008)
- Az Őrült, az Orvos, a Tanítványok és az Ördög (2007)
- Árva csillag (2007)
- Korcsula (2006)
- A menekült (2005)
- Anyám orra (2005)
- A Sütemények Királynője (2004)
- Gyévuska (2003)[12]

## Díjak
- Szegedi Alternatív Színházi Szemle (2006) – Legjobb alakítás (Anyám orra)[12]